# حیدرآباد (فسا)
حیدرآباد، از توابع بخش مرکزی شهرستان فسا در استان فارس ایران است.
این روستا جزو بخش مرکزی شهرستان فسا است.